# Sociofísica

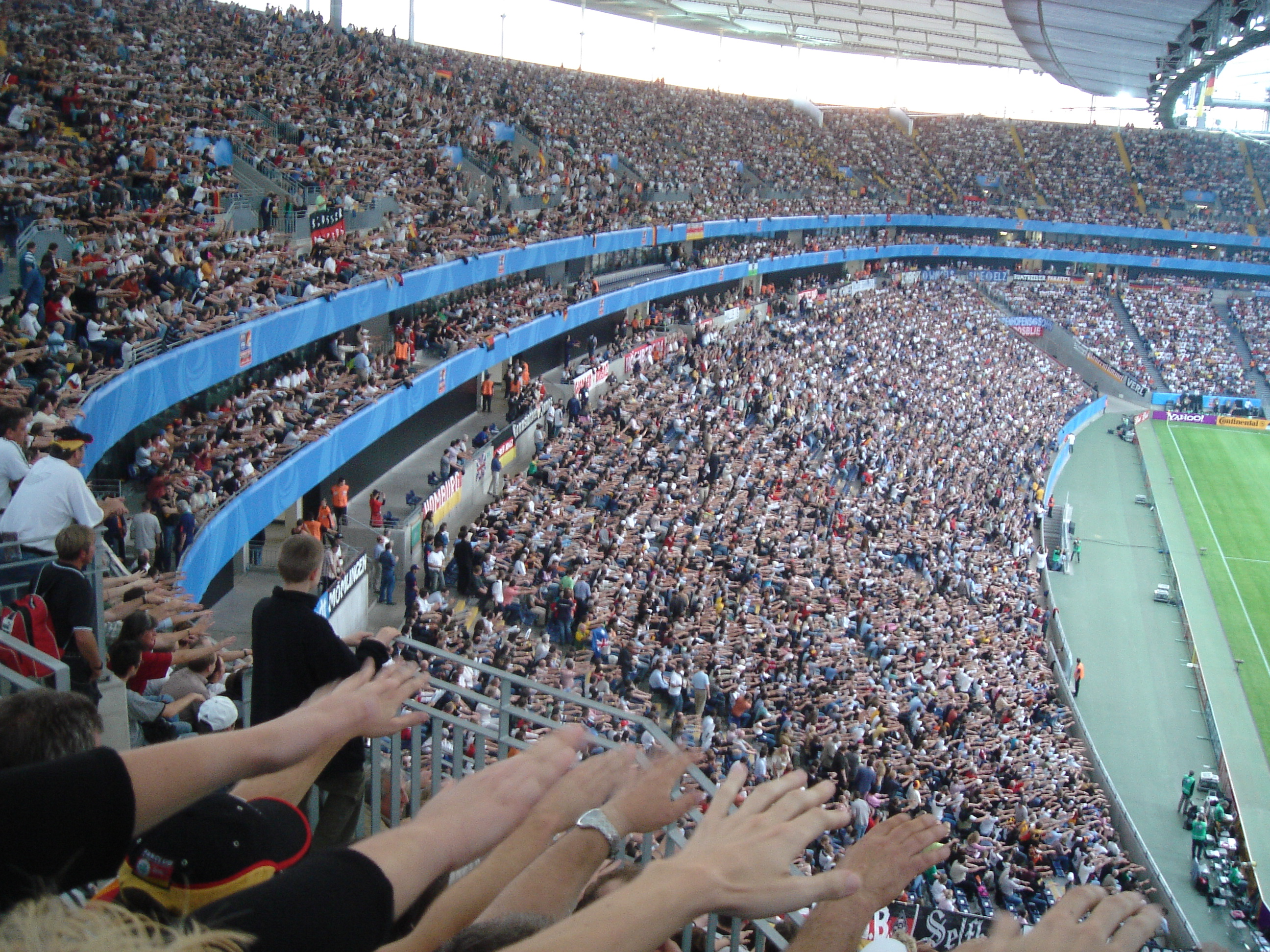
Aficionados realizando "la ola mexicana" en la Copa Confederaciones 2005 in Fráncfort.

La sociofísica es una novedosa rama de la ciencia que aboga por el uso de métodos y conceptos de la física de sistemas complejos para el estudio de interacciones colectivas en sociedades. No se trata de una mera aplicación de métodos cuantitativos o matemáticos, sino de una nueva concepción de los fenómenos sociales como propiedades emergentes de un conjunto de individuos que interactúan entre sí para producir nuevas conductas que no pueden reducirse al estudio de los componentes aislados. Dado que es una disciplina y un punto de vista nuevo, aún se encuentra en sus comienzos, por lo que se enfonca, en estos momentos, en la búsqueda de patrones generales de las conductas sociales. A medida que progrese el desarrollo de la teoría y la interacción entre físicos, matemáticos y sociólogos, se espera que la interacción desarrolle e implemente experimentos adecuados a los procesos, o provea formas de contrastar las ideas, modelos y teorías creados. En la actualidad la exploración inicial se refiere de manera general a sociedades humanas, lo mismo que a hormigas, primates, criaturas digitales, robots, computadoras, etcétera. La sociofísica está emparentada con la econofísica que estudia fenómenos económicos específicamente.
Uno de los ejemplos más conocidos de la sociofísica es el estudio muy preciso de la llamada ola en los estadios de fútbol.

## Pioneros de la sociofísica
- Serge Galam
- Dietrich Stauffer
- Tomás Vicsek
- Hernan Astudillo
- Kylie Freeman